# 川本紗矢
川本紗矢（日语：川本 紗矢，1998年8月31日—）是日本女藝人，為女子偶像團體AKB48 Team 4前成員，北海道別海町出身，所屬經紀公司為A-music。

## 經歷
2013年
- 11月10日，於「AKB48集团选秀会议（日语：AKB48のオーディション#AKB48グループ ドラフト会議）」中入選，進入梅田Team B。

2014年
- 3月7日，Team B公演首次演出。
- 4月14日，於梅田Team B「Waiting」公演首次完整參與演出。
- 4月28日，於倉持Team BTeam B 3rd Stage「睡衣兜風」初日公演中演出。
- 9月17日，於AKB48 Group 猜拳大會2014中獲得第三名，成為渡邊美優紀SOLO單曲B面曲選拔成員，並於當天宣布成為AKB48第38張單曲選拔成員[2]。

2015年
- 3月25日，於「AKB48年輕成員全國巡迴演唱會～未來是由現在構成的～」演唱會中，宣布新的七人官方組合正式成立，組合的另外六名成員分別是AKB48的大和田南那、向井地美音、村山彩希、谷口惠、HKT48的矢吹奈子與田中美久[3]。

- 4月16日，與高橋南、向井地美音公同參加由官方舉辦於Y17-花漾展演空間「AKB48 Fan Meeting In TAIWAN 2015.04.16」&握手會
- 4月17日，與高橋南、向井地美音共同參加由觀光振興懇話會於台北花博公園所舉辦的「Touch the Japan 2015」宣傳活動，並在活動中宣布AKB48在台灣的徵選成員活動正式開始。此外，本次亦是川本首次出訪國外的行程。

2016年
- 6月1日，AKB48第44張單曲《不需要翅膀》發行，入選為選拔成員。
- 6月18日，在AKB48第45張單曲選拔總選舉獲得第27名（Under Girls組），首次進入選拔總選舉榜內。

2020年
- 7月6日，在YouTube的「Profile48」（プロフィール48）直播中宣布从AKB48毕业。
- 8月23日，AKB48官方网站宣布川本紗矢的最終活動日为8月31日，毕业公演「～2486天之中的宝物～」（2486日間の宝物）定于30日举办[4]。

2024年
- 4月1日，移籍至經紀公司A-music[1]。

## 人物
- 是同團成員島崎遥香的忠實粉絲[5]。

- 夢想是成為像篠原涼子這樣大家都認可演技的女演員[6]。

## 參與演出

### 綜藝及節目資訊
- 《AKB48的今夜來外宿》（2015年10月6日－，以固定班底演出，全12話(預定)；日本電視台）

### 電視劇
- 《馬路須加學園5》（2015年8月25日 - 、日本電視台、Hulu）- 飾 新人（Rookie）

### 舞台劇
- 《AKB49〜恋愛禁止条例〜》
- 《馬路須加學園 〜京都・血風修学旅行〜》

### 朗讀劇
- 「UBUGOE」vol.9 (2016年2月25日  17:00公演 、19:30公演)

## 參與歌曲
- 標註有「★」符號者表示該首歌曲有拍攝MV。

### 單曲CD
|      | 發行日期       | 單曲名稱           | 參與歌曲名稱       | 名義                  | 收錄於   | MV | 備註  |
| ---- | -------------- | ------------------ | ------------------ | --------------------- | -------- | -- | ----- |
| 36th | 2014年05月21日 | 拉布拉多獵犬       | B花園              | Team B                | Type-B   | ★  |       |
| 38th | 2014年11月26日 | 希望無限           | 希望無限           |                       | 全版本   | ★  | A面曲 |
| 38th | 2014年11月26日 | 希望無限           | 寂寞俱樂部         | Team B                | Type-C   | ★  |       |
| 40th | 2015年05月20日 | 我們不戰鬥         | 我們不戰鬥         |                       | 全版本   | ★  | A面曲 |
| 40th | 2015年05月20日 | 我們不戰鬥         | Summer side        | Selection 16          | 除Type-D | ★  |       |
| 40th | 2015年05月20日 | 我們不戰鬥         | 卡夫卡与小蜗牛Chu! | 小蜗牛Chu!            | Type-B   | ★  |       |
| 42nd | 2015年12月09日 | 紅唇Be My Baby     | 你你你…            | 次世代選拔            | Type-A   | ★  |       |
| 42nd | 2015年12月09日 | 紅唇Be My Baby     | 好像､有點､突然…    | Team 4                | Type-D   | ★  |       |
| 43rd | 2016年03月09日 | 你就是旋律         | LALALA訊息         | AKB48次世代選拔       | 全版本   | ★  |       |
| 44th | 2016年06月01日 | 不需要翅膀         | 不需要翅膀         |                       | 全版本   | ★  | A面曲 |
| 45th | 2016年08月31日 | LOVE TRIP/分享幸福 | 傳說的魚           | Under Girls           | Type-A   | ★  |       |
| 46th | 2016年11月16日 | High Tension       | High Tension       |                       | 全版本   | ★  | A面曲 |
| 47th | 2017年03月15日 | Shoot Sign         | Shoot Sign         |                       | 全版本   | ★  | A面曲 |
| 48th | 2017年05月31日 | 空有願望           | 空有願望           |                       | 全版本   | ★  | A面曲 |
| 49th | 2017年08月30日 | #就是喜歡你        | 拖泥帶水的愛戀     | Under Girls           | 全版本   | ★  |       |
| 50th | 2017年11月22日 | 11月的腳鏈         | 微笑的瞬間         | 7秒後，就喜歡上你了。 | Type-C   | ★  |       |
| 51st | 2018年03月14日 | Ja-Ba-Ja           | Position           | AKB48新生代選拔       | Type-D   | ★  |       |

### 專輯CD
|      | 發行日期       | 專輯名稱                     | 參與歌曲名稱             | 名義       | 收錄於          | 備註 |
| ---- | -------------- | ---------------------------- | ------------------------ | ---------- | --------------- | ---- |
| 06th | 2015年01月21日 | 這裡是羅德斯島、在這裡跳吧！ | Birth                    |            | Type-A          |      |
| 06th | 2015年01月21日 | 這裡是羅德斯島、在這裡跳吧！ | To go                    | Team B     | Type-B          |      |
| 07th | 2015年11月18日 | 0與1之間                     | 哭訴時間                 | Team 4     | MILLION SINGLES |      |
| 07th | 2015年11月18日 | 0與1之間                     | 从那时起我不能再专心学习 | 小蜗牛Chu! | THEATER EDITION |      |

## 劇場公演分組曲
| 公演名稱                               | 參與歌曲名稱    | 備註                           |
| -------------------------------------- | --------------- | ------------------------------ |
| 研究生時期                             |                 |                                |
| Team B “Waiting”公演                   | 而且不叫酪梨啦… |                                |
| Team B “Waiting”公演                   | 对不起 我的宝石 | 岩佐美咲的代演                 |
| 倉持Team B時期                         |                 |                                |
| Team B 6th Stage「睡衣兜風」公演       | 天使的尾巴      | 大和田南那休演时会代替她的位置 |
| Team B 6th Stage「睡衣兜風」公演       | 純情主義        | 柏木由紀的代演                 |
| 名人公演                               |                 |                                |
| 岩本輝雄 青春尚未结束公演              | 蓝天咖啡厅      |                                |
| 田原总一朗怎么样?!怎么办?!AKB48公演    | 大部分的回忆    |                                |
| 田原总一朗怎么样?!怎么办?!AKB48公演    | 1994年的雷鸣    | 内山奈月的代演                 |
| 高橋Team 4時期                         |                 |                                |
| Team 4 4th Stage「不要讓夢想死去」公演 | 初次的果糖      |                                |

## 外部連結
- AKB48官網個人介紹頁 （页面存档备份，存于）（日語）
- 川本紗矢 （页面存档备份，存于）的755帳戶
- 川本 紗矢的X（前Twitter）
- 川本 紗矢（AKB48 Team 4）的SHOWROOM專頁